# Judolidia bangi
Judolidia bangi är en skalbaggsart som först beskrevs av Maurice Pic 1901.  Judolidia bangi ingår i släktet Judolidia och familjen långhorningar. Inga underarter finns listade i Catalogue of Life.